# Rémy Hombecq
Rémy Hombecq, né le 2 novembre 1983, est un cavalier français de voltige.

## Carrière
Aux Jeux équestres mondiaux de 2014 en Normandie, il est médaillé de bronze en voltige par équipes avec Anthony Presle, Nathalie Bitz, Christopher-Robin Krause, Clément Taillez et Christelle Haennel. 